# Лопухина, Екатерина Николаевна
Светлейшая княгиня Екатерина Николаевна Лопухина (урождённая Шетнева, 1763 — 16 сентября 1839, Санкт-Петербург) — вторая жена П. В. Лопухина, статс-дама, кавалерственная дама, хозяйка и устроительница усадеб Введенское (подмосковная) и Осиновая Роща (столичная).

## Биография
Родилась в семье воронежского губернатора Николая Лаврентьевича Шетнева и Екатерины Николаевны Матюшкиной. Мать её была аристократического происхождения и имела своими дедами двух сподвижников Петра I — генерал-поручика К. П. Матюшкина (который приходился этому государю троюродным братом) и графа П. Г. Чернышёва. Она вышла замуж за Шетнева без согласия родителей, из-за чего была лишена наследства в пользу друга отца графа П. И. Панина. После смерти Матюшкина генерал Панин объявил себя опекуном его малолетней внучки, а при её замужестве возвратил ей дедовское наследство: имение в 3000 душ.
Проведя детство в провинции, Екатерина Николаевна была совершенно необразованной. В высшем обществе пользовалась самой незавидной репутацией из-за ханжества и суеверия. «Она не только была невысокого происхождения и манеры её обнаруживали полное отсутствие воспитания, но, кроме того, она была известна своим беспорядочным поведением», — характеризовала её Варвара Головина. А вот свидетельство А. М. Тургенева: «Вместе со своей благоговейной набожностью она усерднейше служила богине любви; у неё, по пословице, был муж наружу и пять в сундуке; всегда готовый к услугам, был Фёдор Петрович Уваров, подполковник Екатеринославского гусарского полка. Он получал от неё по 100 рублей ассигнациями в месяц, да, кроме того, она ему нанимала кареты с четырьмя лошадьми за 35 рублей в месяц ассигнациями». Кроме того, поговаривали, что ещё до замужества Екатерина Николаевна пользовалась расположением графа Безбородко.
В 1797 году во время коронации Павла I Екатерина Николаевна вывозила в свет двух старших дочерей мужа, и была пожалована в кавалерственные дамы. Тогда её старшая падчерица, Анна Лопухина, и обратила на себя внимание императора, который отправил Кутайсова договориться с Екатериной Ивановной по поводу переезда всей семьи в Петербург. Переговоры прошли успешно и в 1798 году одновременно с назначением Анны Петровны в камер-фрейлины Лопухина была пожалована в статс-дамы, а её муж назначен генерал-прокурором. При этом Лопухина не забыла и Уварова, договорившись о переводе того в Петербург.
Благодаря Екатерине Николаевне отъезд Лопухиных переполошил всю Москву. Тургенев писал: «…к ним возили со всех сторон чудотворные иконы: Тверскую, Всех Скорбящих, Утоления печали, Взыскания погибших; да, прости Господи, всех не перечтешь; служили напутственные молебны, святили воду, окропляли Анну Петровну, заставляли её ложиться на пол и через неё переносили святые иконы». В последнюю минуту узнав, что перевод Уварова ещё не состоялся, Лопухина отказалась ехать без него, и только решительное заявление Анны Петровны о том, что она поедет одна, заставило Екатерину Николаевну тронуться в путь.
После переезда в Санкт-Петербург Лопухина решила, воспользовавшись расположением Павла I к её падчерице, добиться ордена Святой Анны для своего кавалера Уварова. Однако Павел I награждал этим орденом весьма разборчиво. Это привело Лопухину к большим затруднениям: она поссорилась с падчерицей, попыталась рассорить её с императором, очернив её в глазах последнего, поссорилась с самим Уваровым, после чего решила отравиться. Купила в аптеке мышьяку, вернулась домой, приняла яд и начала звать на помощь. Спасти её удалось с большим трудом. Происшествие дошло до императора, после чего он выдал таки Уварову аннинскую ленту.
Возвеличив семью Лопухиных, Павел I требовал, чтобы с таким же вниманием к ним относились и в его свите, и при дворе. Заметив, что Н. К. Загряжская, «проходит мимо статс-дамы, княгини Лопухиной, не кланяясь ей» он дал ей знать, что более терпеть такого «невежества» не намерен. В тот же вечер Наталья Загряжская отправилась на многолюдный бал, где нашла Лопухину и, подойдя к ней, отвесила низкий поклон и громко произнесла: «По именному Его Величества приказанию, мною сегодня полученному, честь имею поклониться Вашей Светлости».
После смерти Павла I Лопухины возвратились в Москву. При коронации Николая I Екатерина Николаевна была удостоена ордена Святой Екатерины 1 степени. В 1827 году она овдовела. Сама скончалась в Санкт-Петербурге в 1839 году, была похоронена рядом с супругом в семейной усыпальнице при основанном ею инвалидном доме на 50 человек, на погосте Карачуницы, в версте от лопухинской вотчины Красный Бор, что под городом Порховом.

## Семья
С 1786 года замужем за Петром Васильевичем Лопухиным (1753—1827), которому родила детей:
- Павел Петрович (1788—1873), участник Прусского похода, кампаний 1813—1815 годов, масон, один из основателей Союза благоденствия. Был женат с 1833 года на известной красавице Жанетте (Анна) Ивановне Алопеус (1786—1869), урож. фон Венкастерн.
- Александра Петровна (30.05.1790 — 15.02.1859), первый раз была замужем за генерал-лейтенантом А. А. Жеребцовым (1781—1817), сыном знаменитой О. А. Жеребцовой; после смерти первого мужа в 1829 году вышла замуж за А. А. Ржевуского (1801—1888). Дочь от первого брака Ольга (1807—1872) была замужем за графом А. Ф. Орловым.
- Елизавета Петровна
- Софья Петровна (1798 — 03.04.1825), с 1820 года замужем за генерал-лейтенантом князем А. Я. Лобановым-Ростовским (1795—1848); умерла при рождении второго сына.